# 007 1/2 no Carnaval
007 1/2 no Carnaval é um filme de comédia brasileiro de 1966, dirigido por Victor Lima e estrelado por Chacrinha como Aberlado Barbosa e com Larry Car.

## Elenco
- Chacrinha - Aberlado Barbosa
- Larry Carr - 007 1 / 2
- Costinha
- Annik Malvil
- José Santa Cruz - Jojóca
- Lúcio Mauro - das Mulheres, Zé